# Remphan hopei
Remphan hopei är en skalbaggsart som beskrevs av Waterhouse 1835. Remphan hopei ingår i släktet Remphan och familjen långhorningar.
Artens utbredningsområde är:
- Sarawak.
- Laos.
- Filippinerna.

Inga underarter finns listade i Catalogue of Life.